# Agonum lutulentum
Agonum lutulentum är en skalbaggsart som beskrevs av Leconte 1854. Agonum lutulentum ingår i släktet Agonum och familjen jordlöpare. Inga underarter finns listade i Catalogue of Life.